# Vinícius Duarte
Vinícius Omori Duarte (Ubiratã, 13 dicembre 1982) è un giocatore di calcio a 5 brasiliano naturalizzato italiano.

## Biografia
Duarte è nato in Brasile da madre di origini orientali (i nonni sono giapponesi) e padre di lontane origini italiane.

## Carriera
In Italia ha esordito con la maglia della BNL Ciampino nel 2003 per poi passare l'anno successivo al CUS Chieti. Nella stagione 2005/06 gioca con la Roma Futsal, per poi passare alla Marca Futsal nel 2007, dove milita fino al 2013 e di cui è stato anche capitano, e in cui ottiene ben due scudetti, due Supercoppe italiane e la conquista di una Coppa Italia. Nell'estate del 2013 passa al Pescara con cui disputa una stagione tormentata dagli infortuni. Nel settembre del 2014 si trasferisce alla Lazio venendo immediatamente nominato capitano. Nonostante le prestazioni positive dei primi mesi, Duarte viene ben presto messo fuori rosa. Il 10 dicembre 2014 rescinde definitivamente il contratto che lo legava ai laziali e si trasferisce, dopo un lungo corteggiamento, all'Asti, dove ritrova l'allenatore Polido. Con i piemontesi vince la Serie A 2015-2016. Nella stagione successiva si trasferisce al Pescara. Esaurita la seconda esperienza a Pescara si trasferisce al Napoli. Dopo due stagioni con i partenopei scende in Serie A2 per accordarsi con il Real San Giuseppe con cui ottiene la promozione nella massima serie. 

## Palmarès
- Campionato italiano: 3

Marca: 2010-11, 2012-13
Asti: 2015-16
- Coppa Italia: 5

Marca: 2009-10
Asti: 2014-15
Pescara:  2016-17
Real San Giuseppe: 2022-23
Napoli: 2023-24
- Supercoppa italiana: 3

Marca: 2010, 2011
Pescara: 2016
- Winter Cup: 1

Asti: 2014-15
- Campionato di serie A2: 1

Real San Giuseppe: 2019-20 (girone B)
- Coppa Italia Under-21: 1

BNL Roma: 2003-04